# 二道区
二道区是吉林省长春市下辖的一个市辖区。位于长春市区东部，區人民政府駐自由大路5379号。

## 行政区划
二道区下辖9个街道办事处、3个镇、1个乡：
东盛街道、吉林街道、荣光街道、东站街道、远达街道、八里堡街道、长青街道、劝农山镇、泉眼镇、英俊镇和四家乡。

## 人口
根据第七次人口普查数据，截至2020年11月1日零时，二道区常住人口522453人。

## 交通
- 长图铁路：长春东站、龙泉站

## 历史
1800年设长春厅（治所在今新立城）。下置抚安乡（治所在现德惠县万金乡），辖境为伊通河以东，雾开河以西。今二道区辖域属于抚安乡的头甲和二甲。1910年，抚安乡的头甲和二甲分别改为安定、安仁两乡，治所分别在新立城和稗子沟，今二道区分属此两乡。1911年，原安定、安道、安怀三乡合并为永清镇（治所在今长春东站），今二道区分属永清镇和安仁乡。1913年，永清镇、德安镇、安仁乡合并为长春县“乡一区”（治所在今九台市卡伦镇），今二道区属该区。1929年，乡一区划分为第一区（治所在今卡伦镇）和第二区（治所在今稗子沟村），今二道区基本归属第二区，少部分在第一区。
1937年，滿洲國将双阳县、长春县部分区域划归新京特别市。全市划为12个区和6个郊区，今二道区属和顺区、东荣区以及北河东区、南河东区的部分辖地。和顺区横跨二道河两岸，其街路命名颇具满洲国的时代特色。
1949年，今二道区称为和顺区，次年改为第五区。1955年，第五区更名为二道河子区。1995年，二道河子区更名二道区，原郊区的三道镇和双阳县的劝农山镇、四家乡、泉眼乡划入二道区。2004年6月，英俊乡和三道镇合并组建英俊镇。2005年，原九台市的卡伦湖镇、龙嘉镇（原龙家堡镇）、东湖镇3个镇划归二道区管辖。2005年12月20日，长春市人民政府决定在二道区设立东方广场街道办事处，辖红星村、靠山村、乐东村、曙光村、黎明村、杨家村、三道村和6个老社区居委会，交由长春经济技术开发区代管。2011年4月14日，原二道区英俊镇下辖的长青村析为长青街道。 2015年8月，原二道区下辖的卡伦湖镇、龙嘉镇、东湖镇3个镇划归九台区管辖。